# ياسر أسبريا
ياسر أسبريا ( مواليد 19 نوفمبر 2003) هو لاعب كرة قدم كولومبي محترف يلعب كلاعب خط وسط مع نادي جيرونا.